# Ephesia
Ephesia is een geslacht van vlinders uit de familie van de spinneruilen (Erebidae).

## Soorten
- Ephesia actaea Felder, 1874
- Ephesia aenigma Sheljuzhko, 1944
- Ephesia aestimobilis Staudinger, 1891
- Ephesia ariana Vartian, 1964
- Ephesia butleri Leech, 1900
- Ephesia columbina Leech, 1900
- Ephesia danilovi Bang-Haas, 1927
- Ephesia delicata Vincent, 1913
- Ephesia disjuncta Geyer, 1833
- Ephesia dissimilis Bremer, 1864

- Ephesia distorta Butler, 1889
- Ephesia diversa Geyer, 1827
- Ephesia dotata Walker, 1857
- Ephesia duplicata Butler, 1885
- Ephesia ella Butler, 1877
- Ephesia eminens Staudinger, 1892
- Ephesia eutychea Treitschke, 1835
- Ephesia flavescens Hampson, 1894
- Ephesia fulminea Scopoli, 1763
- Ephesia helena Eversmann, 1856

- Ephesia hoenei Mell, 1936
- Ephesia hymenoides Bang-Haas, 1927
- Ephesia infasciata Mell, 1936
- Ephesia invasa Leech, 1900
- Ephesia jansseni Prout, 1924
- Ephesia jonasii Butler, 1877
- Ephesia largeteaui Oberthür, 1881
- Ephesia longipalpis Mell, 1936
- Ephesia maculata Vincent, 1919
- Ephesia mirifica Butler, 1877

- Ephesia musmi Hampson, 1913
- Ephesia nubila Butler, 1881
- Ephesia nympaea Esper, 1787
- Ephesia persimilis Warren, 1888
- Ephesia praegnax Walker, 1857
- Ephesia puella Leech, 1889
- Ephesia separans Leech, 1889
- Ephesia streckeri Staudinger, 1888
- Ephesia triphaenoides Oberthür, 1881
- Ephesia wushensis Okano, 1964